# .la
.la является национальным доменом верхнего уровня для Лаоса, использующимся городом Лос-Анджелес.
Хотя домен .la официально назначен стране Лаос, субдомены были делегированы некоторым организациям за пределами Лаоса.

## Популярное использование
Домен используется организациями в штате Луизиана (почтовая аббревиатура LA) и в городе Лос-Анджелес. Между доменом .la и каким-либо правительством США не существует официальной или неофициальной ассоциации. Он также имеет ограниченное использование для предприятий в Латинской Америке, таких как сайт Intel для этого региона.
Домен .la также используется для омонимичных доменов на французском и китайском языках. là означает «там» на французском, итальянском и других романских языках; «啦» — обычное модальное слово в конце предложения или фразы в китайском и кантонском диалектах.
Mozilla Foundation использует домен mzl.la для сокращения URL-адресов.
Tesla Motors использует омонимичный домен ts.la в качестве сокращения и перенаправления.
Цифровая публичная библиотека Америки использует dp.la.